# Echinaster sepositus
Echinaster sepositus, comúnmente conocida como la estrella de mar roja mediterránea (o a veces simplemente estrella de mar roja), es una especie de estrella de mar del este del océano Atlántico, incluyendo el mar Mediterráneo.

## Descripción
E. sepositus tiene cinco brazos relativamente esbeltos alrededor de un pequeño disco central. Normalmente tiene un diámetro de hasta 20 cm, pero en algunos casos puede llegar a alcanzar los 30 cm de diámetro. Es de un brillante color naranja-rojo y tiene una textura de superficie jabonosa a diferencia de otras estrellas de mar de aspecto similar como Henricia. La superficie es salpicada de puntas repartidas de forma equitativa desde las que puede extender sus branquias de profundo color rojo.

## Distribución
E. sepositus se encuentra al noreste del océano Atlántico, incluyendo el mar Mediterráneo donde es una de las estrellas más frecuentes. Su delimitación al norte es el canal de la Mancha, encontrándose sólo en el lado francés. Se encuentra en profundidades de entre 1 y 250 m en una amplia gama de hábitats, incluyendo fondos pedregosos, arenosos y embarrados, así como prados de hierba marina (Posidonia oceanica y Zostera).

## Galería de imágenes

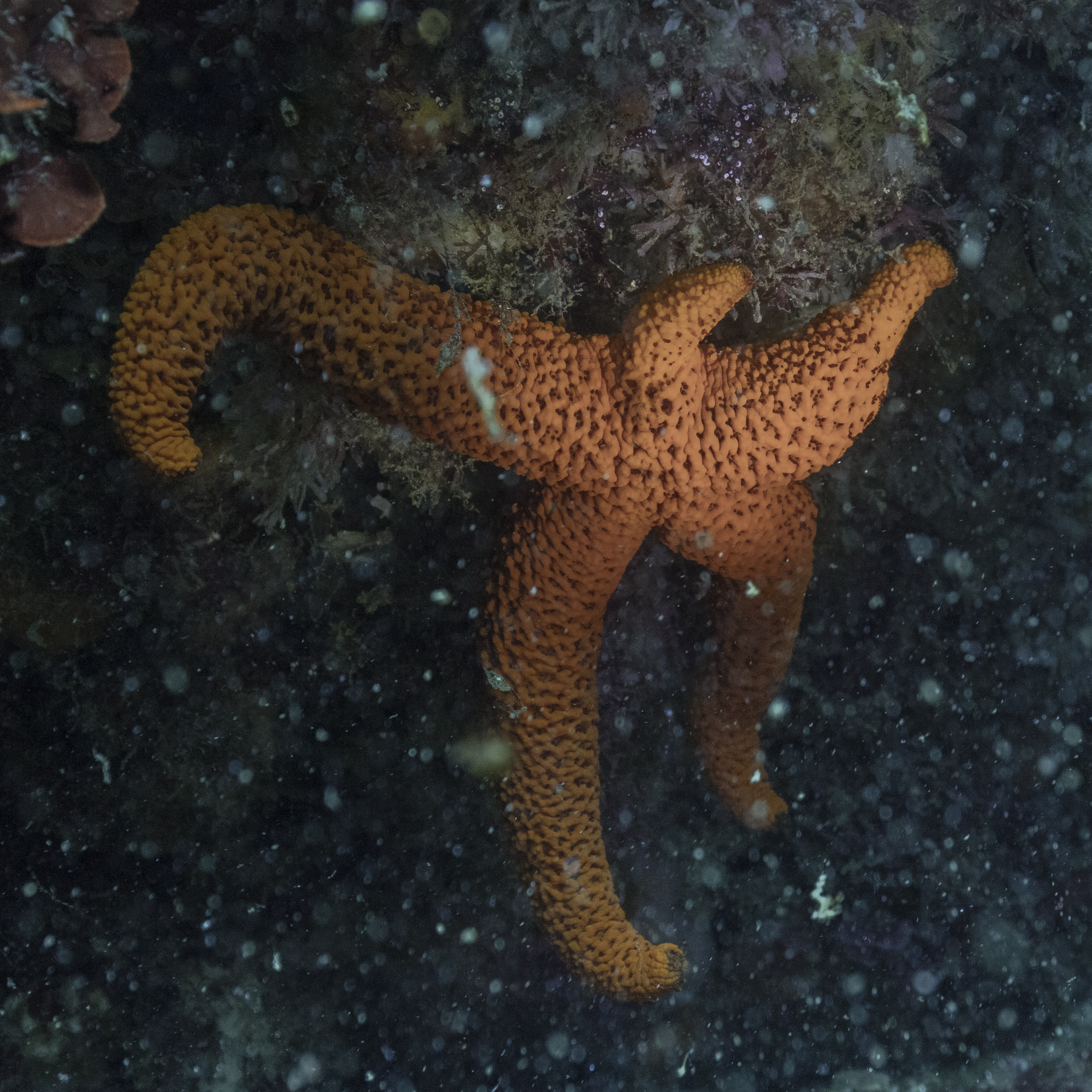
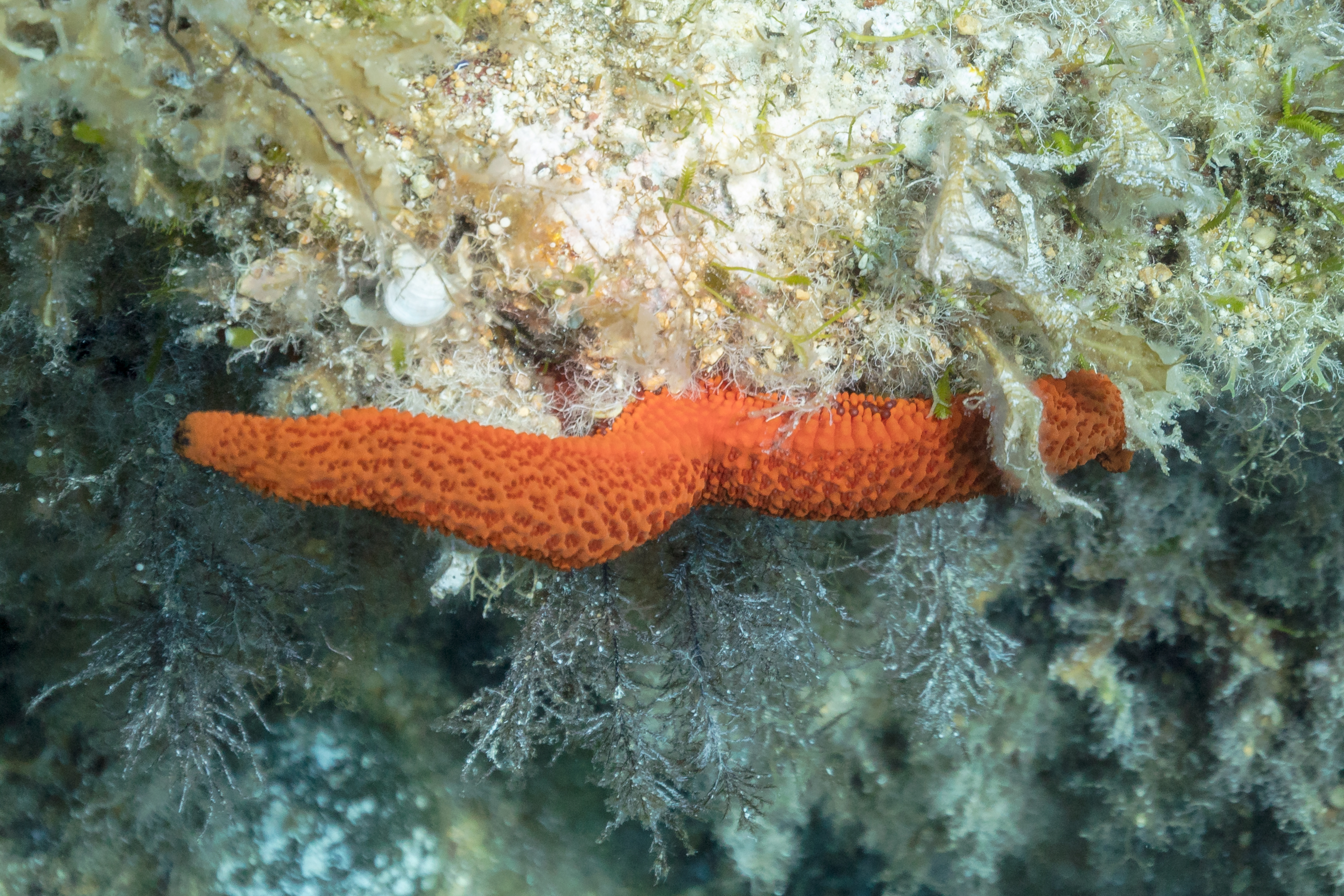
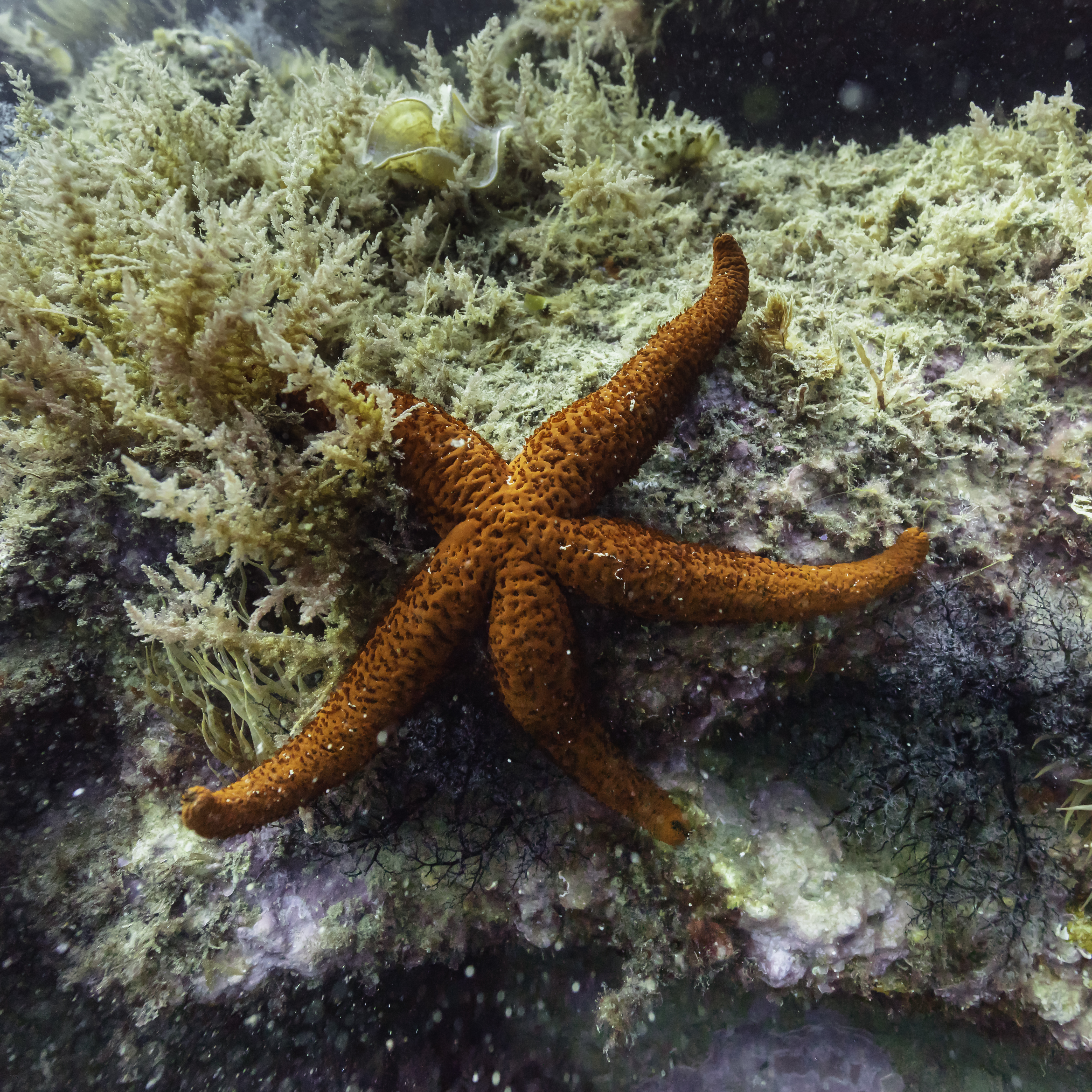
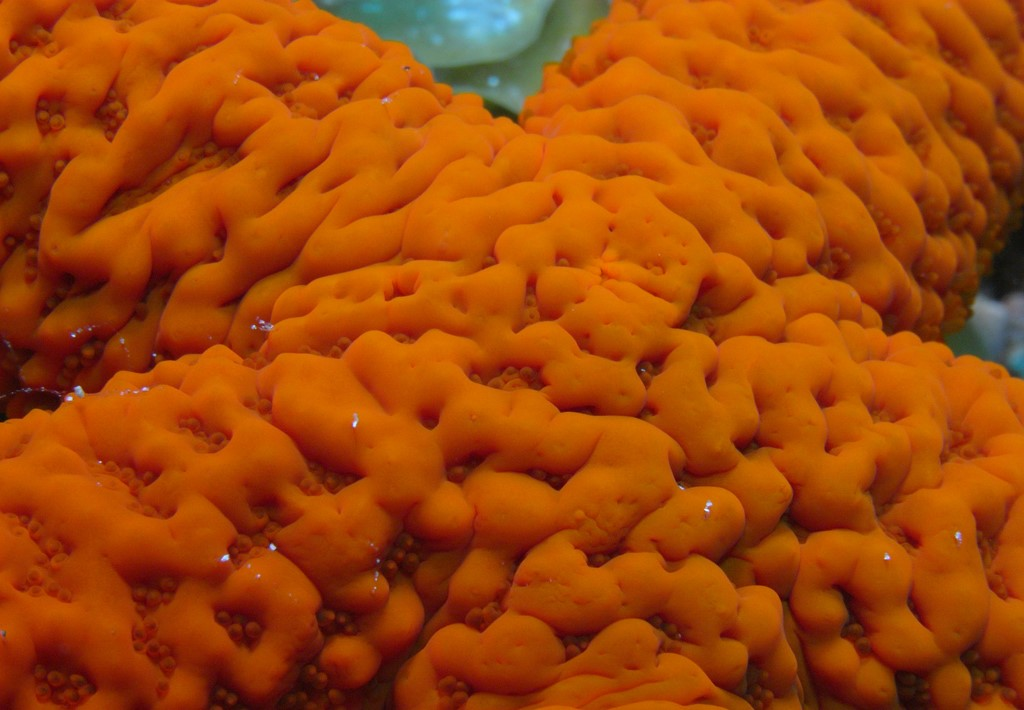
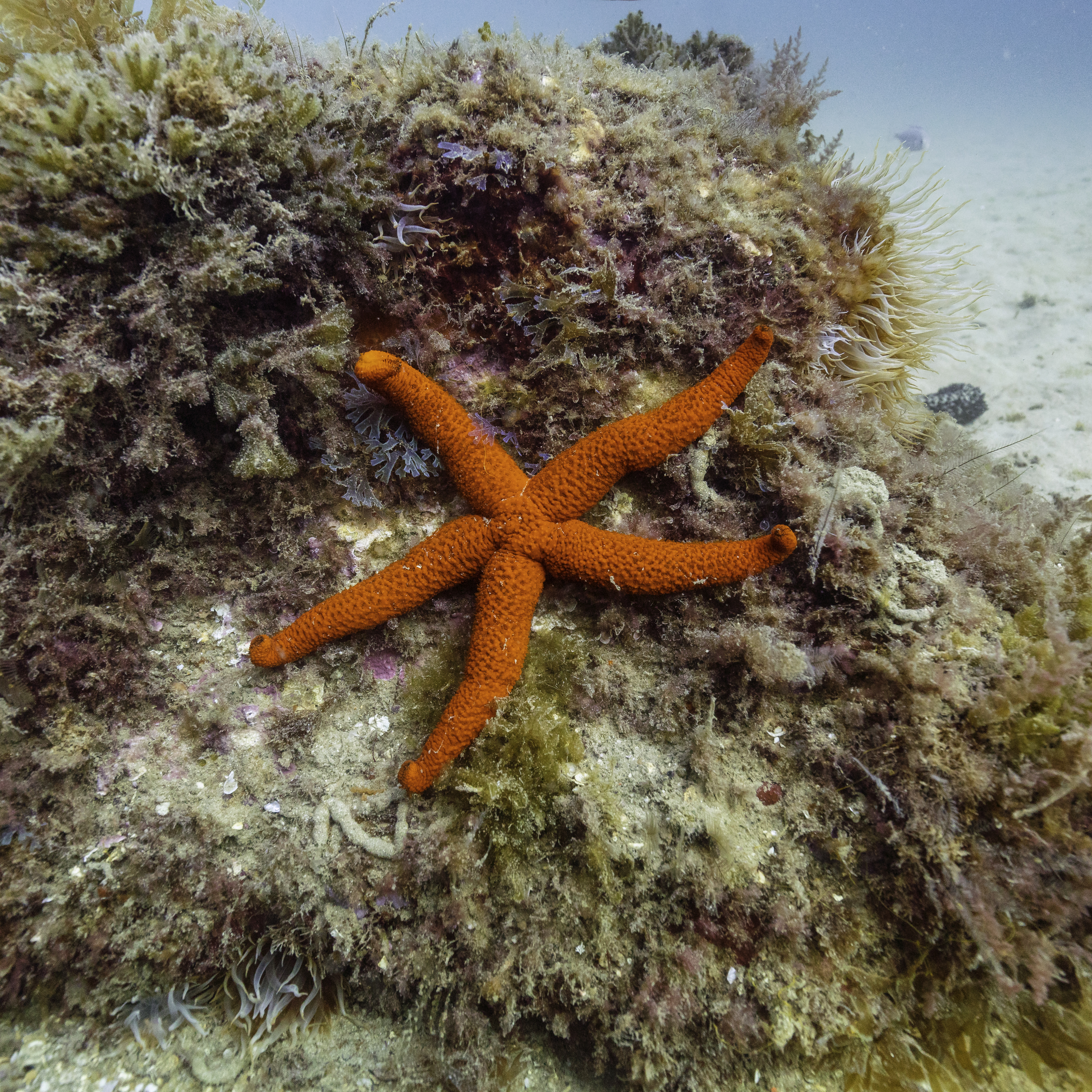
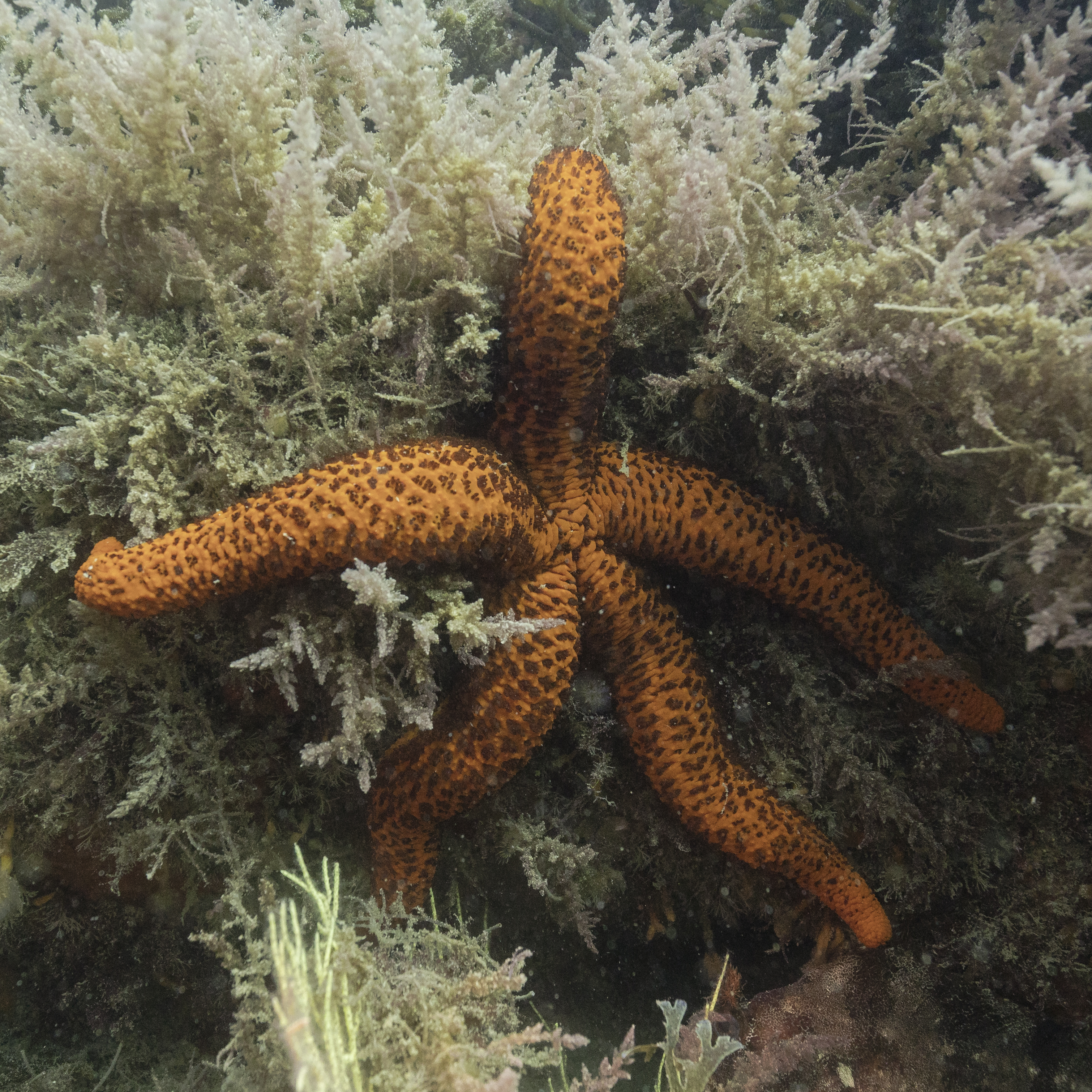